# Tres movimientos perpetuos
Tres movimientos perpetuos (del francés, Trois mouvements perpétuels) es una suite para piano de tres piezas cortas del compositor francés Francis Poulenc, estrenada en París en diciembre de 1918, cuando contaba con 19 años de edad y era un protegido de Erik Satie. El trabajo está dedicado a la artista Valentine Hugo y su estrenó corrió a cargo de su profesor, Ricardo Viñes. De enero de 1918 a enero de 1921 Poulenc fue un conscripto en el ejército francés, pero sus obligaciones le dejaban tiempo para la composición. Compuso Trois mouvements perpétuels en el piano de la escuela primaria local de Saint-Martin-sur-le-Pré.

## Descripción
La suite fue un éxito inmediato del público y los artistas intérpretes, y sigue siendo una de las obras más popular del compositor. El pianista Alfred Cortot describe los tres movimientos como «reflexiones de la perspectiva irónica de Satie adaptada a la alta sensibilidad de los estándares de los círculos intelectuales  actuales». Un Poulenc más maduro meramente toleraba la pieza, juzgándola, al igual que gran parte de su música alegre y ligera, trivial en comparación con su música más seria. Escribió lo siguiente: «si la gente sigue interesada en mi música dentro de 50 años lo será de mi Stabat Mater en lugar de Mouvements perpétuels». En su centenario, Gerald Larner de The Times comentó que la predicción de Poulenc estaba equivocada, y que en 1999, el compositor era ampliamente celebrado por sus dos lados de su carácter musical: «el católico ferviente y el niño travieso». Larner añadió que a pesar de su alta reputación en el extranjero, los franceses nunca había comprendido plenamente el lado serio de Poulenc y por lo tanto tienden a dejar de lado su música. El pianista Pascal Rogé, comentó, «a los franceses no les gusta la imagen de sí mismos que Poulenc les envía. Lo ven como superficial, mientras que ellos quieren ser vistos como serios». El autor y el pianista Roger Nichols escribió: «Aquí los elementos parisinos y provincianos de Poulenc se empujan unos a otros, con ocasionales intentos de coalescencia: las canciones son muy ingenuas (Ravel envidiaba la capacidad de Poulenc de «escribir sus propias canciones populares»), mientras que las pequeñas florituras, la 'firma' de cada pieza, son el epítome de la ironía urbana».
La suite dura alrededor de cinco minutos. Los críticos Marina y Víctor Ledin escriben, «cada una de las tres piezas termina de forma incoclusa, dejando la música sin resolver, para quedarse en nuestras mentes». Poulenc las describió como «ultra-fáciles», y las compara a un paseo a paso ligero por el Sena.

## Estructura
I. Assez modéré
(negra = 144 en la partitura publicada)
El movimiento se compone de 24 compases. Los primeros 19 compases se repiten. Los tres últimos compases son más lentos, y el último lleva la indicación «Très lent» (muy lento).
II. Très modéré
(negra = 92)
Este movimiento consta de 14 compases. La dinámica predominante es piano o pianissimo, y tan solo cuatro compases están en mezzo-forte. El movimiento termina con ppp (pianississimo) con un glissando ascendente.
III. Alerte
(negra = 138)
La última pieza es la más exuberante de las tres, aunque como el segundo movimiento termina en ppp. Se mueve entre los compases de 4/4, 7/4, 3/8 y 5/4. Tiene 58 compases.